# Schwärz (Kastl)

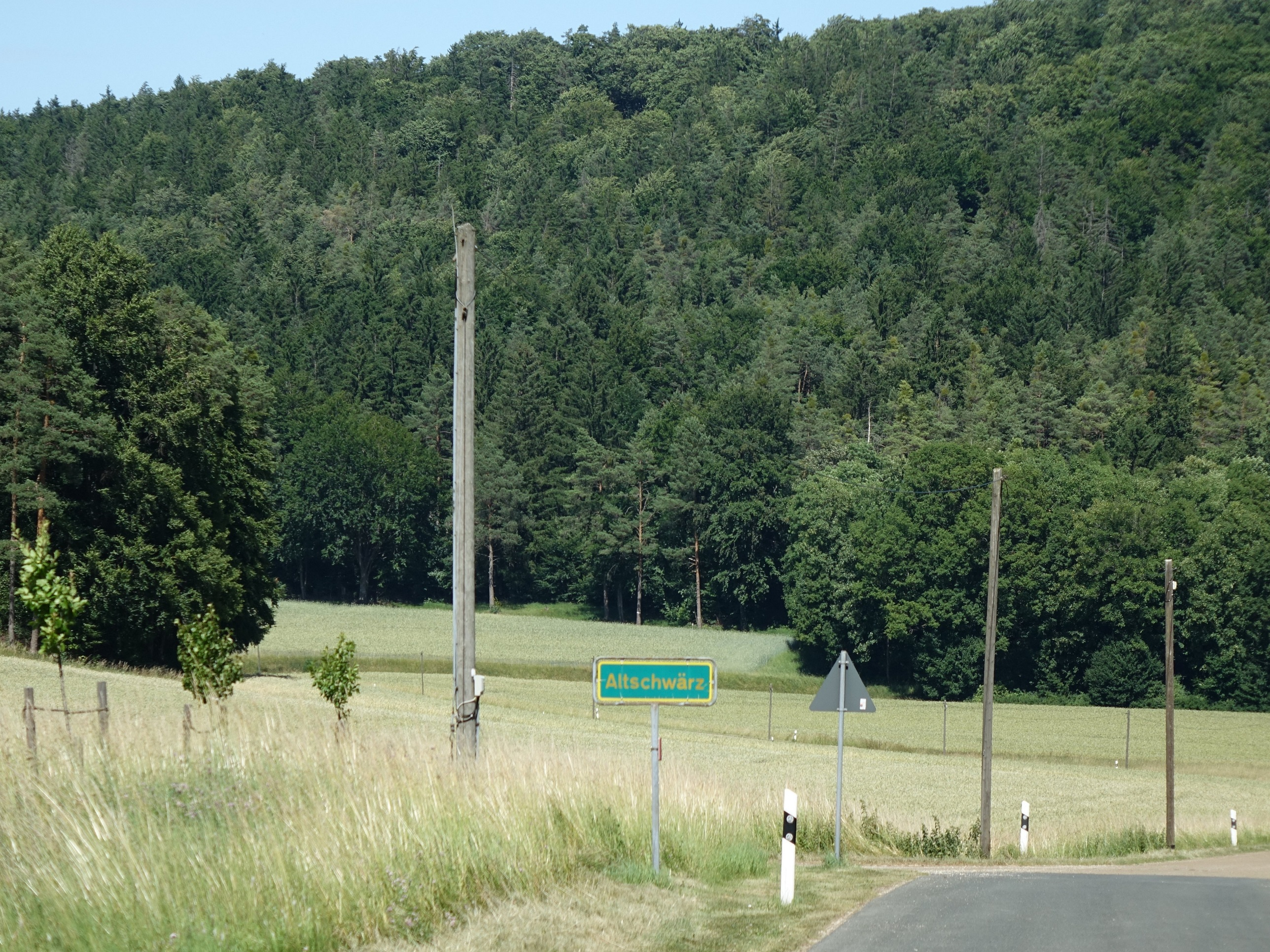
Die Ortstafel von (Alt-)Schwärz

Schwärz ist ein in der Oberpfalz gelegener Weiler, der ein Gemeindeteil von Kastl ist.

## Lage
Der Ort befindet sich in der Region Oberpfälzer Jura und liegt in der nach Utzenhofen benannten Gemarkung. Schwärz ist einer von 39 Ortsteilen des Marktes Kastl. Der Weiler liegt sechs Kilometer südsüdöstlich von Kastl und Lauterhofen ist neun Kilometer entfernt. Zur Abgrenzung zum etwa 800 Meter nordöstlich gelegenen Einzelgehöft „Neuschwärz“ wird bei der Ortstafel von Schwärz die Bezeichnung „Altschwärz“ verwendet.

## Kultur und Sehenswürdigkeiten

### Bauwerke
Im südwestlichen Ortsbereich von Schwärz gibt es mit einer aus dem 18. Jahrhundert stammenden Kapelle ein denkmalgeschütztes Bauwerk, das allerdings nur noch in Resten erhalten ist.

## Verkehr
Die Staatsstraße 2240 verläuft einen Kilometer nordwestlich des Ortes, mit dieser ist der Weiler über Gemeindeverbindungsstraßen verbunden, die entweder über Freischweibach oder über Mühlhausen führen. Vom ÖPNV wird Schwärz nicht angefahren, die nächste Haltestelle einer Busruflinie des VGN befindet sich in Freischweibach.